# Playa de los Pujols
La playa de los Pujols es una playa que está situada junto a la localidad española de Los Pujols, en la isla de Formentera, comunidad autónoma de Baleares.)